# 弗兰切斯卡·帕万
弗兰切斯卡·帕万（義大利語：Francesca Pavan，1979年4月24日—），意大利女子水球运动员。她曾代表意大利国家队参加2008年夏季奥林匹克运动会女子水球比赛，结果未能获得奖牌。